# خليل سامي بك
خليل سامي بك (1866 -1925 ) قائد عسكري عثماني برتية عقيد شارك في الحرب العالمية الأولى , وقاد فرقة المشاة التاسعة في الجيش العثماني ، وأبرز المعارك التي قادها عملية الإنزال في كيب حلس و معركة كريثيا الأولى و الثالثة . سجل اسمه في النصب التذكاري لقتلى معركة كريثيا وقيل أن اسمه سجل بالخطأ، وأنه لم يسقط في المعركة بل حدث بينه وبين القائد الألماني أوتو ليمان فون ساندرز خلاف حول خطط المعارك، وأنه أعفي من الخدمة في 10 يوليو 1915م .